# USS Conyngham (DD-371)
USS Conyngham (DD-371) byl torpédoborec námořnictva Spojených států amerických, jedna z 18 postavených lodí třídy Mahan. Na pacifickém válčišti se účastnil druhé světové války, po válce byl vyřazen, použit jako cíl při jaderných zkouškách na atolu Bikini a nakonec roku 1948 potopen konvenční municí jako cvičný cíl.

## Stavba
Torpédoborec postavila loděnice Boston Navy Yard v Bostonu. Jeho stavba byla zahájena 19. září 1934, dne 14. září 1935 byl trup lodi spuštěn na vodu a konečně 4. listopadu 1936 byl Conyngham uveden do služby.

## Konstrukce
Základní výzbroj lodi tvořilo pět 127mm kanónů – dva byly umístěny ve dvojici příďových dělových věžích, zatímco zbylé tři byly na zádi. Třetí kanón přitom byl oproti předcházející třídě Farragut posunut dozadu, čímž udělal místo pro třetí sadu čtyřhlavňových 533mm torpédometů. Těch Conyngham nesl celkem 12, přičemž jeden stál v ose lodi a dva na jejich bocích – na jednu stranu tak torpédoborec mohl současně vypustit až osm torpéd. Protiletadlová výzbroj se po dokončení skládala ze čtyř 12,7mm kulometů. K ničení ponorek loď nesla dvě skluzavky a několik vrhačů hlubinných pum.

## Operační nasazení
Od svého dokončení až po vstup USA do války Conyngham sloužil zejména na pacifickém pobřeží země a v Karibiku. V době japonského útoku na Pearl Harbor dne 7. prosince 1941 se podílel na jeho obraně. V roce následujícím se účastnil bitvy u Midway, bitvy u ostrovů Santa Cruz a dalších operací guadalcanalské kampaně. Na začátku listopadu se Conyngham, při ostřelování ostrova Kokumbona, srazil s jiným torpédoborcem a musel odplout do Pearl Harboru k opravám.. Do služby se vrátil v únoru 1943 a zbytek tohoto roku operoval zejména v oblasti Nové Guineje. V květnu 1944 pak doprovázel bitevní lodě operačního svazu TF 58 při vylodění na Marianách a později v témže roce se též podílel na znovuobsazení souostroví Filipíny. Palbou svých děl například podporoval vylodění na Luzonu, Mindanau, Palawanu a Borneu.
Torpédoborec přečkal druhou světovou válku. Získal během ní 14 ocenění battle star. V roce 1946 byl vyřazen ze služby. Conyngham a jeho sesterské lodě Lamson a Flusser patřily mezi válečné lodě, použité roku 1946 v roli cvičných cílů při jaderných pokusech na atolu Bikini. Conyngham přečkal dvojici jaderných výbuchů a teprve 2. července 1948 byl potopen konvenční municí jako cvičný cíl poblíž pobřeží Kalifornie.